# Lawrence Anstie Harris
Lawrence Anstie Harris, britanski general, * 13. december 1896, † 19. januar 1970.